# モモ (会社)
モモ（MOMO Srl）は、イタリア・ミラノに本社を置く自動車関連製品製造企業。

## 概要
4輪レーサーのジャンピエロ・モレッティが1964年にイタリアのヴェネト州ヴェローナ県トレニャーゴで設立した。社名の「モモ」の由来はモレッティ (Moretti)とモンツァ (Monza)から名付けられている。モンツァはミラノにある町の名で、かつてモレッティが走ったサーキットに由来する。1969年にトレニャーゴで工場を設立。当初はサーキットユース向けの製品が主であったが、1970年より一般公道車両向けのステアリング・ホイールなどパーツ製造を開始した。
2003年にプライベート・エクイティ・ファンドであるカーライル・グループの仲介でキー・セイフティ・システムズに買収された。2006年にキー・セイフティ・システムズはモモの商標権をイタリアのプライベート・エクイティ・ファンドへ売却したが、生産はキー・セイフティ・システムズによって行われている。

## 製品

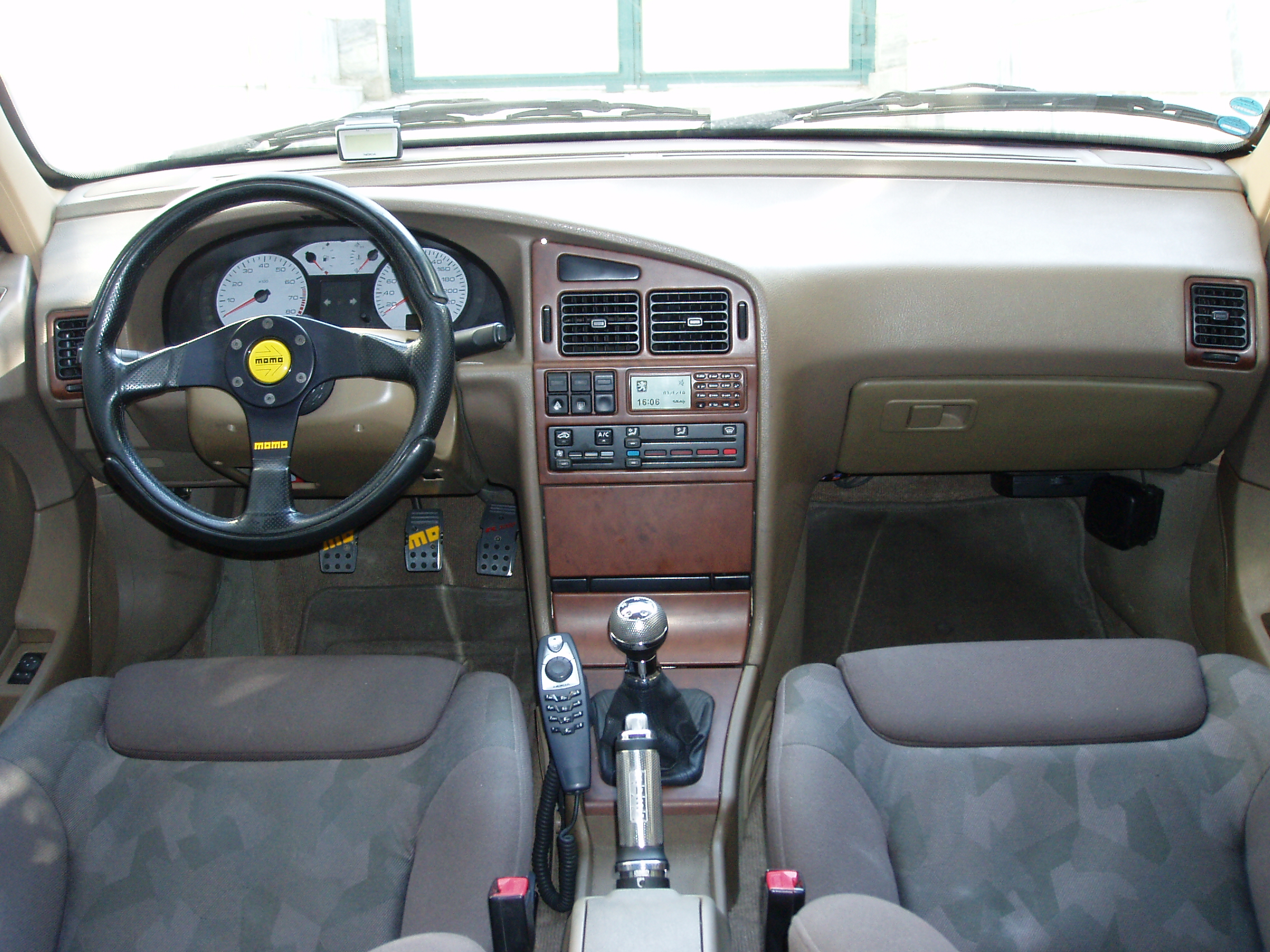
プジョー・パース（en）に装着されたモモ製品

公道車両用のステアリング・ホイールや、レース用のヘルメット、レーシングスーツ、ドライビングシューズ、グローブなどがデザイン性の高い商品として知られている。アルミホイールの製造も行っている。自動車メーカーへのOEM供給も積極的で、特にステアリングについてはトヨタ自動車やホンダ、三菱自動車など日本の自動車メーカーでの純正採用実績が多数ある。

## 採用例
- トヨタ・スープラ(A70）[1]
- トヨタ・スターレット（P8#）[1]
- ホンダ・シビックタイプR（EK9）[1]
- ホンダ・シビックタイプR（EP3）[1]
- マツダ・ロードスター（NA）[1]
- スバル・レガシィ[1]
- 三菱・ランサーエボリューション（IXまで採用）[1]
- ダイハツ・コペン（初代、2代目S系、GRSPORT）[1]